# Серро-Касале
Серро-Касале (Cerro Casale) — велике золоторудне родовище розташоване на півночі Чилі.

## Історія
Передпроектне дослідження завершене в 1999 р.

## Характеристика
Канадська компанія Placer Dome Inc. має в проекті Серро-Касале 51 % акцій. Дві компанії з Ванкувера — Arizona Star Resource Corp. і Bema Gold Corp. володіють, відповідно, 25 % і 24 % акцій. На родовищі може випускатися щорічно до 128 тис. т міді і 900 тис. унцій (28 т) золота. Потенціал родовища становить, за оцінками, 12.9 млн унцій золота і 3.2 млн фунтів міді. Таким чином, це одне з найбагатших золоторудних родовищ у світі, що на межі ХХ-XXI ст. не розробляються.